# Бостон (Нью-Йорк)
Бостон (англ. Boston) — місто (англ. town) в США, в окрузі Ері штату Нью-Йорк. Населення — 7948 осіб (2020).

## Демографія
Згідно з переписом 2010 року, у місті мешкали 8023 особи в 3221 домогосподарстві у складі 2308 родин. Було 3388 помешкань
Расовий склад населення:
| - 98,4 % — білих - 0,3 % — азіатів - 0,2 % — корінних американців - 0,1 % — чорних або афроамериканців |

До двох чи більше рас належало 0,6 %. Частка іспаномовних становила 1,0 % від усіх жителів.
За віковим діапазоном населення розподілялося таким чином: 22,4 % — особи молодші 18 років, 61,8 % — особи у віці 18—64 років, 15,8 % — особи у віці 65 років та старші. Медіана віку мешканця становила 44,3 року. На 100 осіб жіночої статі у місті припадало 101,0 чоловіків;  на 100 жінок у віці від 18 років та старших — 100,1 чоловіків також старших 18 років.
Середній дохід на одне домашнє господарство  становив 78 567 доларів США (медіана — 65 417), а середній дохід на одну сім'ю — 90 017 доларів (медіана — 77 007). Медіана доходів становила 53 846 доларів для чоловіків та 45 597 доларів для жінок. За межею бідності перебувало 3,5 % осіб, у тому числі 3,1 % дітей у віці до 18 років та 5,9 % осіб у віці 65 років та старших.
Цивільне працевлаштоване населення становило 3984 особи. Основні галузі зайнятості: освіта, охорона здоров'я та соціальна допомога — 25,3 %, виробництво — 14,2 %, роздрібна торгівля — 10,9 %, будівництво — 9,6 %.